# Pęcherz rektalny
Pęcherz rektalny, ampuła rektalna, kieszeń rektalna, rozszerzenie rektalne – rozszerzony fragment jelita tylnego, obecny u zaleszczotków i niektórych pająków.
W pęcherzu rektalnym gromadzone są odchody oraz zbędne produkty przemiany materii.
Samce zaleszczotków z rodzaju Serianus wewnątrz pęcherza rektalnego mają zlokalizowane gruczoły, które zdolne są do przędzenia nici, wykorzystywanej przy przekazywaniu samicy spermatoforu.